# Glauberg
Glauberg è un oppidum celtico sito in Assia (Germania) e consiste in un insediamento fortificato e diversi tumuli sepolcrali; scoperto negli anni novanta del secolo scorso è considerato il sito celtico più importante in Europa, che ha fornito agli studiosi importanti informazioni sulla sepoltura, scultura e architettura celtica.

## Posizione e topografia
Geologicamente parlando Glauberg, un crinale a 271 metri sul livello del mare, è uno sperone di basalto appartenente alla gamma Vogelsberg. Si eleva per 150 metri sulle zone circostanti ed è situato tra i fiumi Nidder e Seemenbach e appartiene alla comunità di Glauburg. In cima la collina forma un altipiano quasi orizzontale e il suo promontorio a sud-ovest è noto come Enzheimer Köpfchen. A nord-ovest si trova la valle del Nidder e a sud il promontorio si unisce a degli ondulati altopiani. Il plateau contiene anche un piccolo stagno perenne, che non è alimentato da sorgenti termali, ma semplicemente sgorga in superficie. La collina è circondata da sorgenti termali e da fertile terreno.

## Storia della ricerca archeologica
La presenza di antiche rovine sul Glauberg è nota da lungo tempo ma sistematici scavi di ricerca archeologica iniziarono solo nel 1933-1934 e condotti da H. Richter, il quale si concentrò solo sull'insediamento fortificato. Ulteriori ricerche furono dirette da F.-R. Hermann ed ebbero inizio nel 1985 e proseguirono fino al 1998. Fu solo durante questa fase che vennero esaminati i tumuli più importanti. La storia dell'insediamento di Glauberg nel periodo celtico (Cultura di Hallstatt e Cultura di La Tène) fu lo scopo della campagna di studio (2004-2006) eseguita dal Deutsche Forschungsgemeinschaft.

## Sintesi della storia dell'insediamento
La posizione topografica rende il sito di Glauberg un punto di fondamentale importanza nell'attività umana. Esso offre accesso a fertili terreni coltivabili, acqua, un sito facilmente difendibile e una posizione strategica lungo diverse vie naturali di transito. Pertanto, non è sorprendente che la collina fu molto frequentata sia prima che dopo la sua fase celtica.
L'altipiano fu occupato per la prima volta nel neolitico da genti appartenenti alla cultura di Rössen e successivamente si ebbe un ingrandimento del sito durante la cultura di Michelsberg ed è possibile che le fortificazioni presenti siano state realizzate proprio durante questa fase. La collina fu occupata nuovamente durante l'ultimo periodo dell'età del bronzo da popolazioni appartenenti alla Cultura dei campi di urne. Durante l'ultima fase del periodo Hallstatt e l'inizio della Cultura di La Tène, Glauberg, divenne un sito di importanza sovra-regionale e ospitò la corte di un principe celtico. Nuove fortificazioni vennero realizzate.
Nel corso dell'occupazione romana della Germania, Glauberg rimase disabitato, probabilmente a causa della sua vicinanza (5 km) al Limes germanico-retico. Fu rioccupato nel IV e V secolo d.C. quando divenne la residenza di un locale re alemanno. Dal VII al IX secolo fu il sito di una grande fortificazione dei Franchi. La sua importanza crebbe in tutto questo tempo e le fortificazioni furono rinnovate e notevolmente ampliate.
Nel XII e XIII secolo, Glauberg fu incorporato nel sistema di castelli degli Hohenstaufen, forse nel tentativo di favorire la crescita di un centro urbano. Le fortificazioni furono rinnovate ancora una volta, e una torre-castello fu eretta sul bordo della plateau; ad oggi sopravvive ancora la sua porta ad arco romanico. Durante questo periodo l'insediamento si estese a tutto l'altopiano. La distruzione del castello, e con essa la fine della presenza umana sulla collina, si è probabilmente verificata nel 1256.

## Oppidum celtico

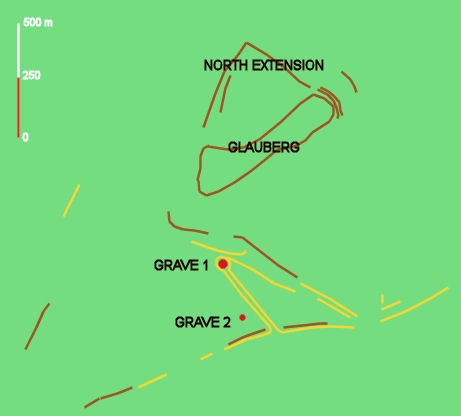
Schema dell'oppidum di Glauberg, tumuli e fossati (terrapieni/muri: marrone, fossati: giallo).

Le prime fortificazioni note potrebbero essere pre-celtiche, ma raggiunsero un alto livello in termini di dimensioni e di elaborazione circa nel V o VI secolo a.C. e rimasero in uso fino al II o I secolo a.C. Le loro dimensioni ci dicono che il sito di Glauberg fece parte del sistema difensivo che si estendeva da sud a ovest della Germania centrale.
Il bordo nord-est della collina, dove la pendenza è meno forte, fu diviso dalle terre circostanti tramite l'erezione di un massiccio terrapieno e di un fossato, formando forse, in origine, un promontorio fortificato. I bordi meridionale e settentrionale furono inoltre fortificati con mura. Le tecniche costruttive di tali fortificazioni spaziavano da muri a secco, Murus gallicus (una tipica tecnica di costruzione celtica con legno e pietra) e forse anche mattoni di fango.
Il piccolo stagno presente sulla collina non sarebbe stato sufficiente a garantire l'approvvigionamento idrico per la popolazione di un insediamento così grande; per questo motivo fu costruito una specie di serbatoio grande circa 150x60 metri che includeva una sorgente d'acqua. Al giorno d'oggi, la fortificazione racchiude uno spazio complessivo di 8,5 ettari.
L'accesso all'interno dell'oppidum era garantito da due porte, la principale posta a nord-est e la più piccola a sud. Queste avevano una forma molto complessa, probabilmente per l'accesso più difficile in caso di attacco nemico. Inoltre fu realizzata una fortificazione esterna al di là del muro di nord-est. I terrapieni e i muri realizzati a sud probabilmente non avevano funzioni difensive.
Questo tipo di insediamenti potevano ospitare migliaia di persone, per questo motivo, unito al loro rilevante ruolo economico, gli oppidum celtici sono spesso considerati insediamenti proto-urbani. Tuttavia, poco si sa sulle attività svolte all'interno del sito e alla sua organizzazione. Elementi di prova dai siti di Manching o Oberursel-Oberstedten suggeriscono che vi fu probabilmente una suddivisione tra il villaggio vero e proprio e le aree destinate alle officine o aree di stoccaggio.

## Siti associati a Glauberg
Come altri siti, l'oppidum di Glauberg è collegato con diversi altri monumenti contemporanei posti nelle sue immediate vicinanze:

### Tumuli principeschi

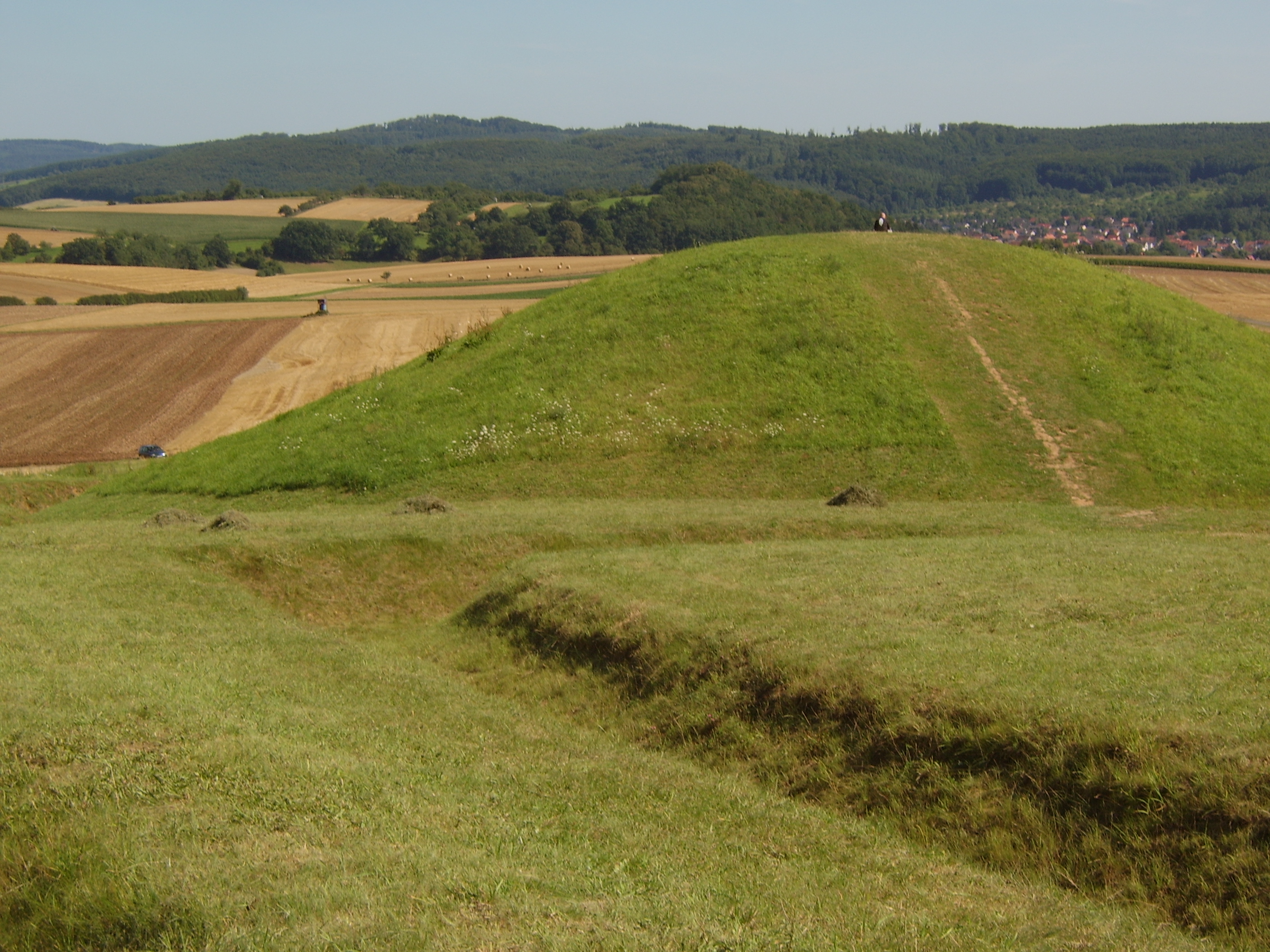
Il Tumulo 1 ricostruito.

Durante un sorvolo esplorativo effettuato nel 1988, degli archeologi locali hanno riconosciuto le tracce di un grande tumulo in un campo 300 metri a sud dell'oppidum. Tra il 1994 e il 1997 fu scavato dal Servizio Archeologico Statale di Hesse. Il tumulo (tumulo 1) originariamente aveva un diametro di circa 50 metri e un'altezza di 6. Era circondato da un fossato circolare di 10 metri di larghezza. In origine probabilmente era un monumento di grande impatto visivo. Il tumulo possedeva tre caratteristiche:
- una buca vuota era stata realizzata al centro, forse per depistare eventuali saccheggiatori;
- a nord-ovest fu realizzata una camera di legno contenente un inumato;
- a sud-est era presenta una sepoltura a cremazione contenuta in un contenitore ligneo;

La cremazione era una pratica utilizzata dalla cultura di La Tène, mentre l'inumazione dalla cultura di Hallstatt.
Gli occupanti di entrambe le tombe erano guerrieri, come indicato dal loro corredo funebre: spade e armi. La camera con l'inumazione è molto ben conservata e non è mai stata saccheggiata. Per questo motivo, si è deciso di rimuovere l'intera camera in blocco e scavarla più lentamente e con attenzione in laboratorio. I reperti rinvenuti nella camera di sepoltura includono monili in oro e una brocca in bronzo.
Un secondo tumulo (tumulo 2), posto 250 metri a sud, è stato scoperto più tardi grazie a un'indagine geofisica. L'erosione e l'aratura aveva reso totalmente invisibile il monumento. Aveva circa la metà delle dimensioni del tumulo 1 e anch'esso conteneva un guerriero accompagnato da armi, una fibula decorata e un anello d'oro.
L'alta qualità degli arredi funebri e delle tombe indica che i loro inumati occuparono gradini molto elevati nella scala sociale. Esse sono quindi classificate come sepolture "principesche", alla pari con altri ben noti siti, tra cui quelli di Vix (Borgogna, Francia) e Hochdorf an der Enz (Baden-Württemberg, Germania).

### Terrapieni, fossati e strada processionale
Un certo numero di terrapieni e fossati si trovano a sud del oppidum, alcuni strettamente associati al tumulo 1 e sembra che siano serviti a scopi difensivi. Un piccolo fosso quadrato posto a ovest del tumulo è associato a diverse altre funzioni e una serie di grandi bochi nel terreno suggeriscono l'esistenza di un santuario o tempio. Sorprendentemente, una strada processionale, lunga 350 metri e larga 10, fiancheggiata da profondi fossati si stende sino al tumulo giungendo da sud-est, ben al di là del perimetro dell'insediamento. Questa è stata associata con ulteriori terrapieni e fossati che si estendono su una superficie di quasi 2x2 km.
La mancanza di una funzione difensiva e l'importanza dei tumuli hanno suggerito l'idea che il fortilizio e il sistema stradale hanno avuto un significato rituale o sacro. Un tale complesso è, finora, del tutto senza precedenti nell'Europa celtica.

### Il Principe di Glauberg (Keltenfürst)

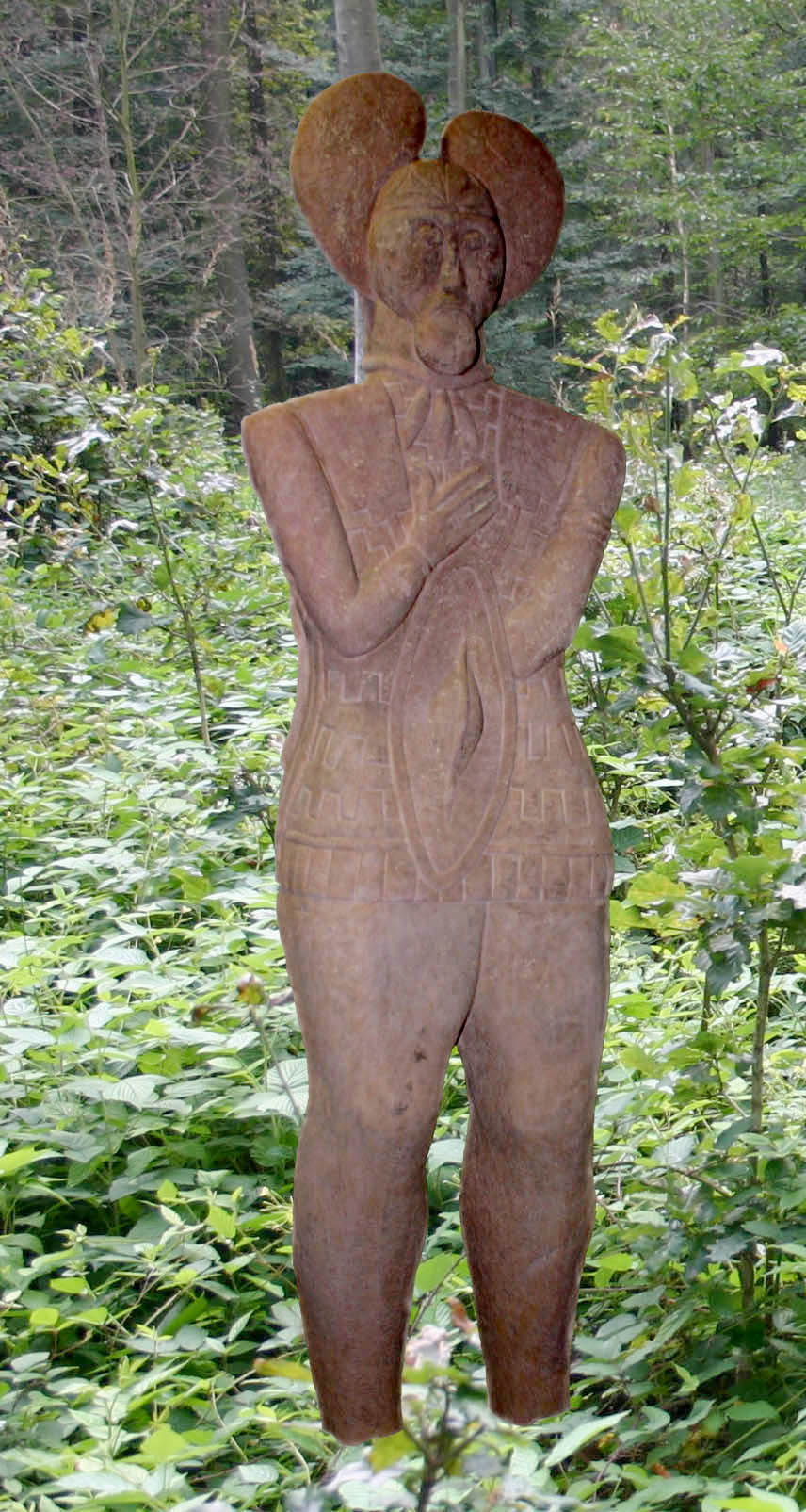
Principe celtico di Glauberg.

L'attenzione internazionale è stata scossa dal ritrovamento, estremamente raro, di una statua (o stele) in arenaria ad altezza naturale e risalente al V secolo a.C., rinvenuta all'esterno del tumulo più grande.
La stele, completamente conservata tranne che per i suoi piedi, raffigura un guerriero armato di sesso maschile. È realizzata in un tipo di arenaria disponibile nel giro di pochi chilometri di Glauberg. Molti dettagli sono chiaramente visibili: i suoi pantaloni, una corazza composita, uno scudo di legno e una tipica spada in stile La Tène tenuta sul lato destro. L'uomo, che possiede barba e baffi, indossa un gioiello con tre pendenti, molto simile a quello rinvenuto nella camera del tumulo 1, diversi anelli su entrambe le braccia e uno sulla mano destra. Sulla sua testa, indossa un copricapo simile ad una cappa, coronata da due protrusioni, simili nella forma a una foglia di vischio. questa pianta, si ritiene, che abbia avuto un significato magico o religioso per i Celti e potrebbe indicare che il guerriero raffigurato era anche un sacerdote. Altri frammenti di tre statue simili sono stati scoperti nella zona. Questo suggerisce che tutte e quattro le statue sorgevano un tempo nel recinto rettangolare, forse associate ad un culto degli antenati.
Parallelamente al guerriero di Glauberg esistono statue simili in altri siti riconducibili alla cultura La Tène, come ad esempio la figura Holzgerlingen (Museo di Stato di Stoccarda), un pilastro-stele da Pfalzfeld (St Goar), il guerriero di Hirschlanden e altri.

### Calendario astronomico

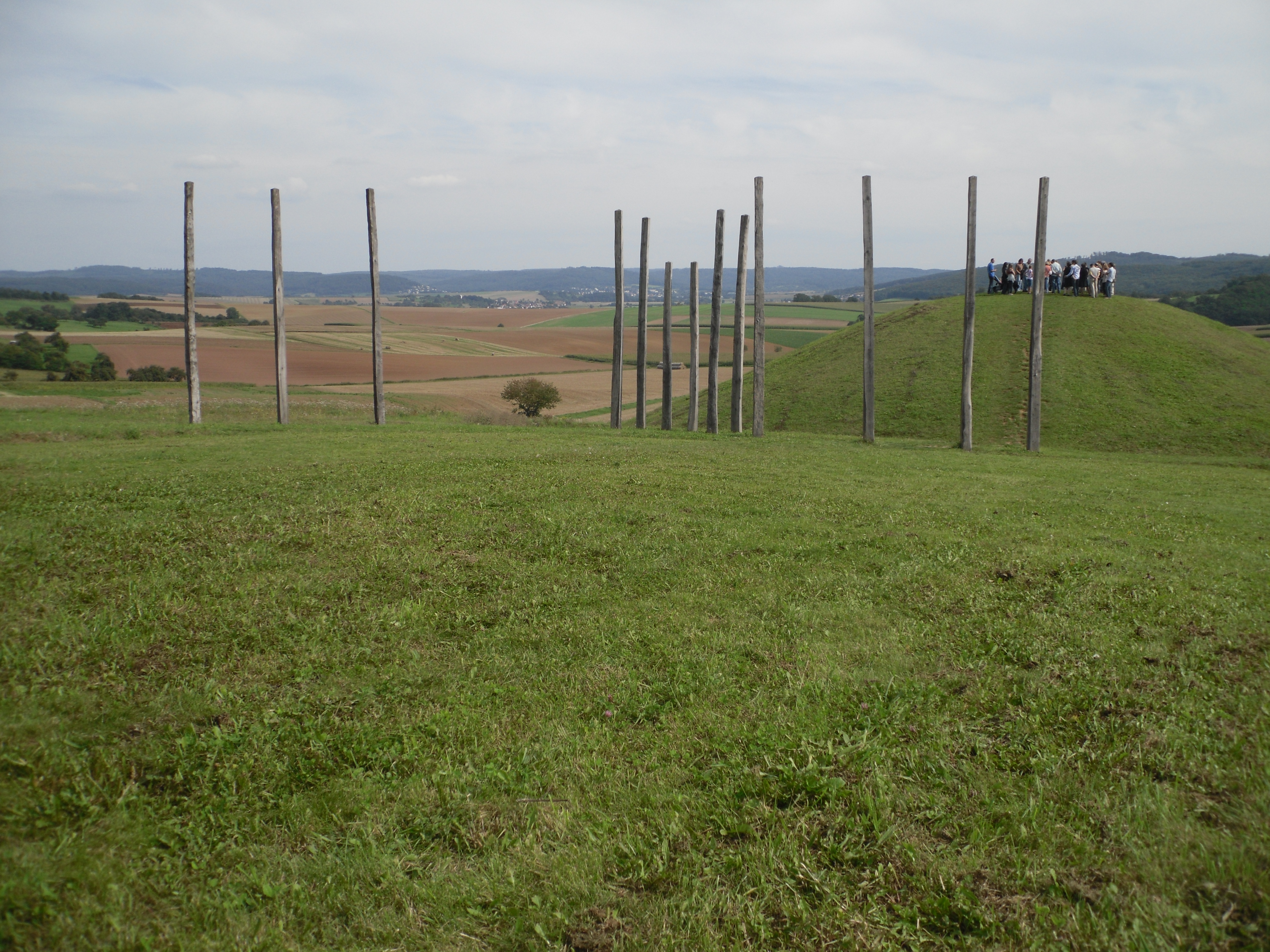
Calendario ricostruito su 16 buche del terreno.

Le 16 buche nel terreno associate al tumulo e al recinto di recente sono state interpretate come un semplice calendario astronomico, utilizzato per determinare date particolari o festività.

## Assia meridionale - un panorama celtico
È importante notare che l'insediamento di Glauberg non è isolato nel suo tempo e spazio, anche se è il sito con queste caratteristiche posto più a nord finora scoperto. Molti altri importanti centri di popolazione celtica o oppida sono noti nella regione del Reno e nell'Assia centrale. Due importanti fortificazioni, quella a Dünsberg, vicino a Gießen, e quella sulle montagne Feldberg Taunus sono visibili da Glauberg. Altri importanti siti comprendono: l'oppidum Heidetränk vicino a Oberursel-Oberstedten (uno dei più grandi insediamenti urbani nell'Europa celtica) e l'industria del sale celtica a Bad Nauheim.

## Importanza di Glauberg
Le scoperte a Glauberg hanno aggiunto diverse nuove prospettive per la comprensione dell'Europa celtica più antica. Hanno esteso la durata della cultura di La Tène e hanno gettato una nuova luce sullo sviluppo precoce dell'arte celtica e, molto più importante, sulla scultura. La figura del guerriero e gli altri ritrovamenti indicano chiaramente rapporti con le civiltà mediterranee, i quali si sono sviluppati prima di quanto si pensasse. Il complesso rituale che circonda la tomba ha aggiunto un nuovo tipo di monumento alla preistoria europea.
Siti come Glauberg, talvolta denominati Fürstensitze ("sedi principesche"), indicano uno sviluppo parallelo di gerarchie sociali in tutta l'Europa. Nascono così siti di importanza capitale, caratterizzati da massicce fortificazioni, con la presenza di materiali importati ed elaborate sepolture si sviluppano lungo le importanti rotte commerciali di tutto il continente. Glauberg deve ora essere considerato un proto centro urbano di potere, commercio e culto, di importanza simile ad altri siti come Bibracte, Manching, ma soprattutto deve essere paragonato ad altri insediamenti "principeschi" fortificati, come ad esempio Heuneburg, Hohenasperg e Mont Lassois.

## Parco archeologico e museo
Un parco archeologico è stato progettato e costruito, con l'obiettivo di rendere il sito e il suo contesto accessibile e comprensibile ai i visitatori. Finora, il principale tumulo di sepoltura e il calendario astronomico sono stati ricostruiti. Il consolidamento della fortezza sta procedendo bene.
Alcuni dei reperti di Glauberg, tra cui la statua, sono attualmente in mostra nel Museo di Stato di Hesse a Darmstadt. Data l'importanza del sito, un nuovo museo di archeologia celtica è prevista solo per Glauberg, per ospitare e spiegare l'importanza degli oggetti in prossimità del luogo in cui essi sono stati ritrovati. La Costruzione è stata avviata nel 2007 e si prevede per il 2009 il termine dei lavori.